# Uránia

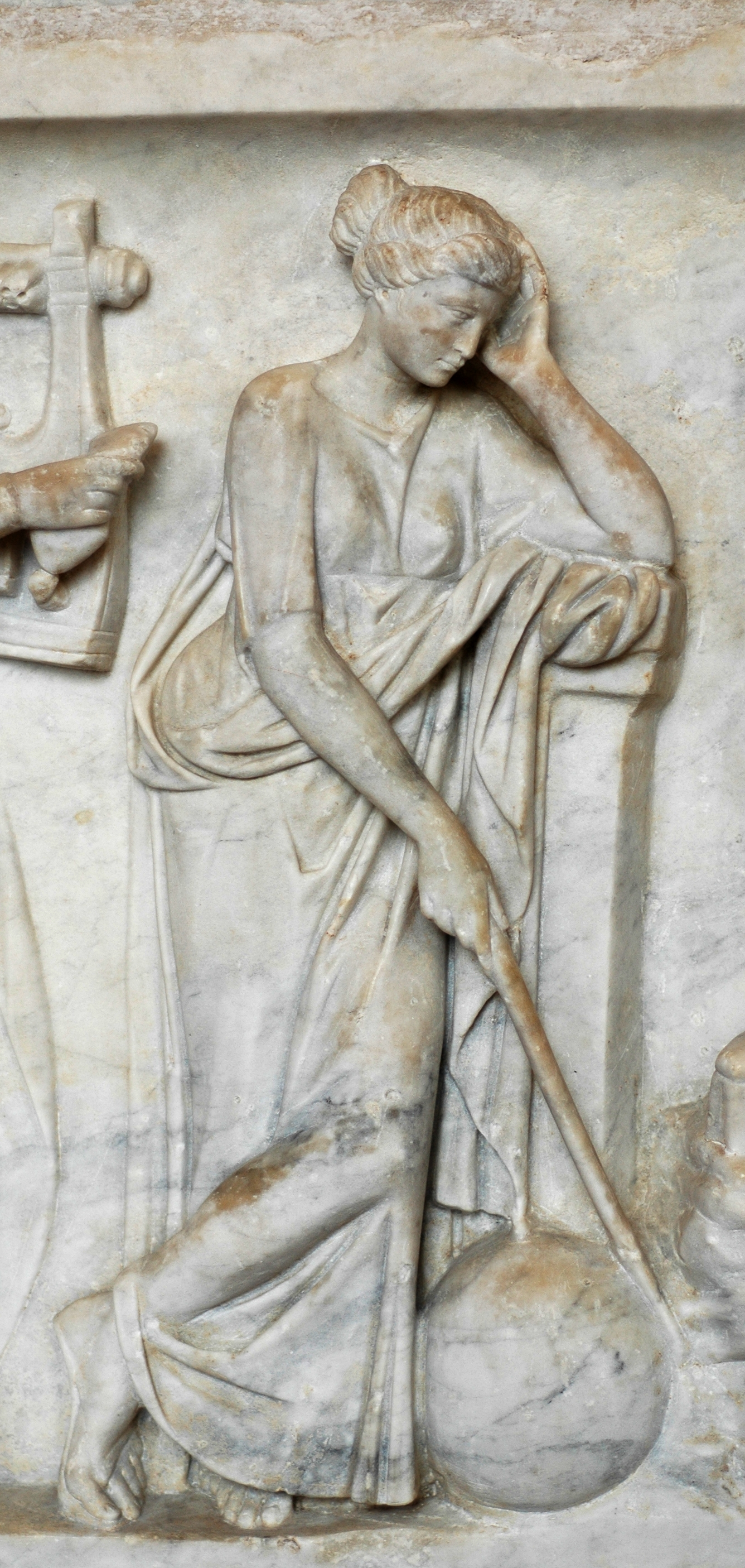
Uránia

Uránia (a mennyei) egyike a kilenc múzsának, Zeusz és Mnémoszüné lánya, a csillagokba írt tudományok – az asztronómia és az asztrológia patrónája. Alakját földgömbbel és mutatópálcával ábrázolták.
Egyes források szerint Apollóntól született gyermekei Hümenaiosz a házasságkötés istene, és Linosz, a dalnok, akit apja egy versengés közben véletlenül vagy féltékenységből megölt. Nevéből maradt ránk a görög ailinosz „jajszó”. Hümenaiosz is fiatalon meghalt, saját esküvőjén érte utol a halál. Erre utal Pindarosz egy töredéke: „a három halhatatlan múzsa siratja halandó fiait, az egyik Linoszt, az énekest, fájdalmas jajszóval, a másik Hümenaioszt, akit alighogy nászágyához ért, elragadott a sors istennője, a Moira, a harmadik Ialemoszt, akinek erejét fiatalon sorvasztotta el a betegség…” 
(A görög mitológiában két Linosz alakot találunk, a másik Kalliopé és Apollón fia). 
Uránia volt a neve az egyik nimfának is, aki Ókeanosz és Thetisz lánya volt.
Európa-szerte, így Budapesten, Bécsben, Berlinben, Zürichben, Antwerpenben, obszervatóriumok, csillagvizsgálók viselik Uránia nevét. A svédországi Hven szigeten állt Tycho Brahe Uraniborg nevű kastély-obszervatóriuma.